# Per Ung
Per Ung, né le 5 juin 1933 et mort le 21 juin 2013, est un sculpteur norvégien. 
Sa première grande commande publique était la statue en bronze de l'actrice Johanne Dybwad, elle est située sur la « Johanne Dybwads plass » à l'extérieur du Théâtre National à Oslo. Son monument de la patineuse Sonja Henie est situé à Frogner Stadion. Sa statue de Fridtjof Nansen est placé à l'extérieur du bâtiment de Fram à Bygdøy. Un monument du compositeur Johan Halvorsen est placé à l'extérieur du Théâtre National à Oslo. Per Ung décède d'un cancer le 21 juin 2013, à Oslo.